# Heliornis asiàtic
L'heliornis asiàtic (Heliopais personatus) és una espècie d'ocell de la família dels heliornítids (Heliornithidae), i única espècie del gènere Heliopais Sharpe, 1893.

## Hàbitat i distribució
Habita pantans i manglars de la zona indomalaia, des de Bangladesh cap a l'est, per Myanmar, Tailàndia i Cambodja, fins al sud del Vietnam i Malaca.